# Балагачево (присілок)
Балага́чево (рос. Балагачево) — присілок у складі Первомайського району Томської області, Росія. Входить до складу Комсомольського сільського поселення.

## Населення
Населення — 117 осіб (2010; 140 у 2002).
Національний склад (станом на 2002 рік):
- росіяни — 100 %